# Płoszczad´ Iljicza
Płoszczad´ Iljicza (ros. Площадь Ильича – Plac Iljicza) – stacja moskiewskiego metra linii Kalinińskiej (kod 083). Nazwana od placu Iljicza (na cześć Włodzimierza Iljicza Lenina), który obecnie nosi nazwę Plac Rogożskaja Zastawa (Площадь Рогожская Застава). Od 1995 roku istnieje tutaj możliwość przejścia na stację Rimskaja linii Lublinsko-Dmitrowskajej. Wyjścia prowadzą na plac Rogożskaja Zastawa, ulice Siergieja Radonieżskogo, Szosse Entuziastow, Rogożskij Wał, Zołotorożskij Wał i peron stacji Sierp i Młot.

## Wystrój i podział
Stacja jest trzykomorowa, jednopoziomowa, posiada jeden peron. Masywne, kwadratowe kolumny pokryto czerwonym granitem i labradorem u podstawy. Ściany nad torami obłożono białym marmurem i ozdobiono metalowymi panelami z motywem sierpa i młota. Podłogi wykończono czarnym, szarym i czerwonym granitem. Ściany końcowe posiadają popiersie Lenina autorstwa Ludowego Artysty ZSRR Nikołaja Tomskiego.